# 香港中文大學商學院
香港中文大學商學院，簡稱「中大商學院」（英語：CUHK Business School），為香港中文大學屬下的八所學院之一。中大商學院成立於1963年，是香港以至亞洲區內商科教育的翹楚，逾半世紀以來培育了大批成就卓越，且能帶領及影響全球商業格局的畢業生。中大商學院重視領導力及創新的精神源遠流長，可見諸於其作為亞洲區內首家商學院，提供工商管理學士學位（BBA）、工商管理碩士學位（MBA）及行政人員工商管理碩士學位課程（EMBA）之歷史。時至今日，中大商學院擁有世界頂尖的教研人員團隊，從事各類前沿的研究，以及遍布全球逾40,000名校友的龐大網絡，繼續培育出具備敏銳觸覺的領袖、企業家及社會翹楚，在珠三角以至全球作出貢獻。
中大商學院由六個教研單位組成，包括會計學院、酒店及旅遊管理學院、決策科學與企業經濟學系、金融學系、管理學系及市場學系，而毗鄰的沙田凱悅酒店是中大商學院的教學酒店。

## 歷史
1963年, 香港中文大學（以下簡稱「中大」）正式成立。由新亞書院, 聯合書院和崇基學院組成一個實行書院聯邦制的大學。當時，新亞書院和聯合書院各自設有一個商學院，而崇基學院亦在文學院下設有一個經濟及工商管理學系。由各書院自行統籌其教學和考核工作, 中大向達到要求的學生頒發學位。
1966年, 美國嶺南基金會向中大捐款100萬港元, 成立「嶺南工商管理研究所」（The Lingnan Institute of Business Administration），開設香港首個工商管理碩士課程。當時中大邀請了一些原廣州嶺南大學的校友參與顧問工作。據嶺南大學於2018年為紀念在港復校50周年而出版的刊物中表示這個事件促成了在港嶺南校友為在港復辦「嶺南大學」的願望向前邁進一步。於1967年, 嶺南書院成立, 並於1999年復名大學。
1974年, 工商管理學院成立, 並接管原由各成員書院開辦的商學課程。
1977年, 鄭裕彤等商界人士中大慷慨捐款, 得而開辦兼讀制工商管理碩士課程。 中大因此於1983年於尖沙咀設立市區中心。
1986年, 中大工商管理學院開辦香港首個工商管理學士綜合課程。
1993年, 中大推出香港首個行政人員工商管理碩士課程。
1998年, 酒店及旅遊管理學院成立。為香港繼香港理工大學後香港第二家開辦相關課程的大學。同年開辦計量金融學理學士課程。
1999年, 學院獲得國際商管學院促進協會(AACSB)認證, 為香港及亞洲首家獲得認證的學府。
2000年, 中大聯同新世界發展宣布於中大興建香港第一家教學酒店, 由凱悅國際酒店集團管理。 工程於2001年12月動土 , 但工程一再延遲, 至2011年1月正式開幕。

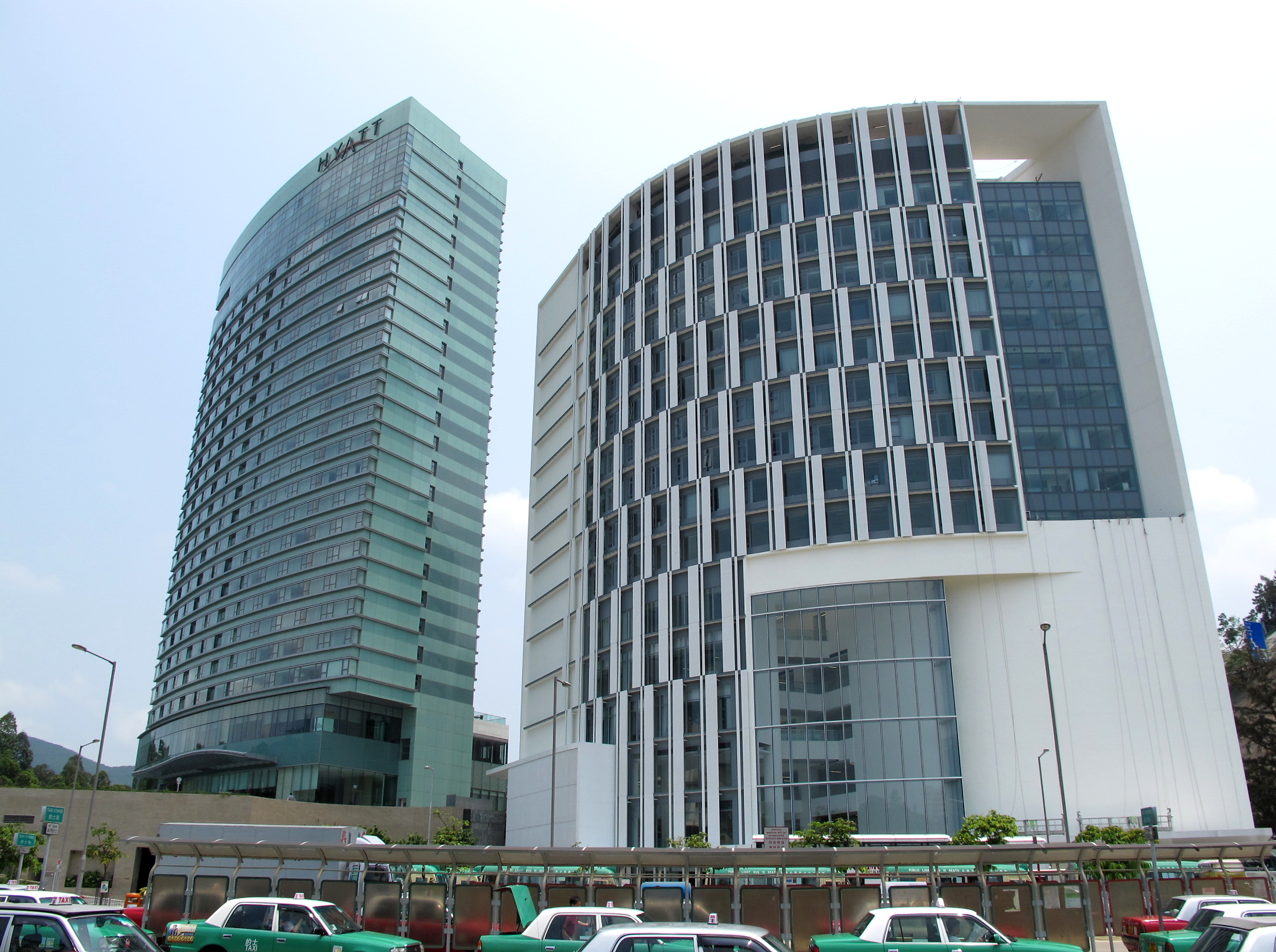
左侧为酒店設施沙田凱悅酒店，右侧为教学设施鄭裕彤樓

2002年, 開辦保險、金融與精算學工商管理學士課程。
2005年, 開辦環球商業學工商管理學士課程。
2011年, 工商管理學院更名爲中大商學院，並公布新的品牌平台及院徽。
2012年, 開辦環球經濟與金融理學士課程。
2017年, 中大商學院獲得工商管理碩士協會(AMBA)認證。

## 校友
- 陳茂波，大紫荊勳賢，GBS，MH，JP，財政司司長、前立法會議員（會計界）
- 王維基，香港電視董事局主席、 城市電訊、香港寬頻創辦人、前亞視行政總裁
- 陳美詩，香港藝人
- 朱凱婷，香港藝人
- 陳玉樹，SBS，BBS，JP，已故前香港科技大學商學院院長, 前香港嶺南大學校長。
- 孫玉菡，現任勞工及福利局局長，前勞工處處長。
- 許曉暉，SBS，JP，已故前民政事務局副局長
- 蔡子強, 現為香港中文大學政治及行政學系高級講師
- 鄧厚江，PDSM，MSM，DSM，退休香港警務處高級助理處長
- 陳小娟, 香港電影導演及編劇, 其執導電影《淪落人》獲得多個電影獎項

## 連結
- 香港中文大學 （页面存档备份，存于）
- 香港中文大學商學院 （页面存档备份，存于）